# Fijewo (województwo kujawsko-pomorskie)
Fijewo – wieś w Polsce położona w województwie kujawsko-pomorskim, w powiecie grudziądzkim, w gminie Radzyń Chełmiński.
W 1931 roku Fijewo stanowiło obszar dworski o powierzchni 643,3 ha. W 1944 roku Fijewo wraz z folwarkami Kneblowo, Rozental i Zielona Góra miało powierzchnię 906,5 ha, zamieszkiwało je 455 osób.
W latach 1954–1972 wieś należała i była siedzibą władz gromady Fijewo. W latach 1975–1998 miejscowość administracyjnie należała do województwa toruńskiego.
Zobacz teżFijewo